# SNCF 141 R sorozat

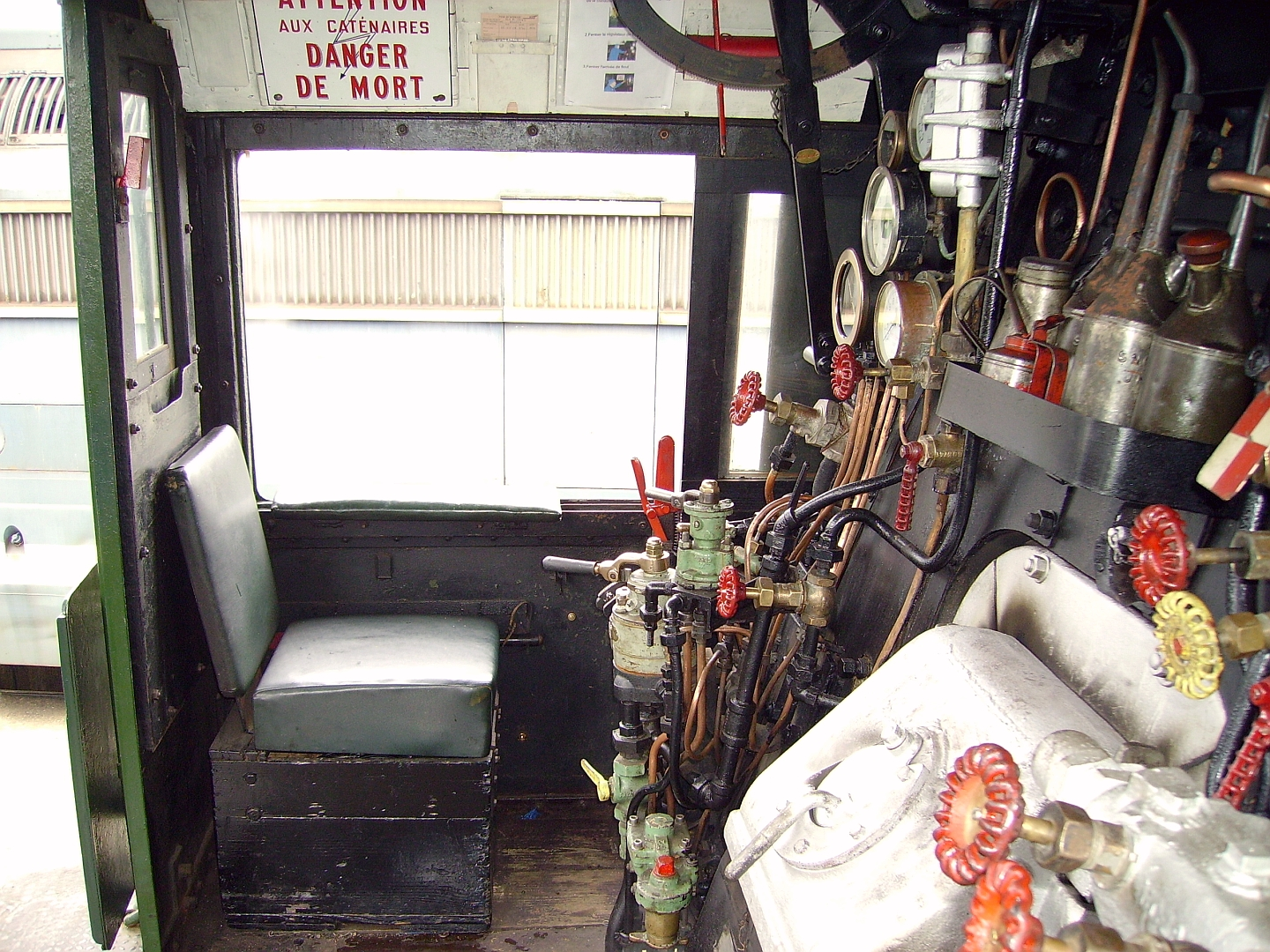
A mozdony vezetőállása

Az SNCF 141 R sorozat egy francia 1'D1' h2 jellegű gőzmozdony sorozat volt. 1945 és 1947 között gyártotta a Baldwin Locomotive Works az USA-ban. Összesen 1323 db készült belőle. Az SNCF 1974-ben selejtezte a sorozatot.